# Hup hup hup
Hup hup hup is een single van de Nederlandse groep het Cocktail Trio uit 1964. Het lied is een bewerking van Hey Jean, Hey Dean van het Amerikaanse duo Dean & Jean en gecomponeerd door Ernie Maresca en Louis Zerato. De Nederlandstalige tekst is van Eli Asser.
Op de B-kant staat het lied 'De hele wereld alleen van ons'; een door Eli Asser vertaalde cover van 'No Particular Place To Go' van Chuck Berry.

## Tracklist

### 7" Single
Imperial IH 608
1. Hup hup hup
2. De hele wereld alleen van ons

## Hitnoteringen
| Hup hup hup                | Hup hup hup           | Hup hup hup | Hup hup hup | Hup hup hup | Hup hup hup | Hup hup hup      |
| Hitlijst                   | Datum van binnenkomst | Week:       | 1           | 2           | 3           | Laatste notering |
| -------------------------- | --------------------- | ----------- | ----------- | ----------- | ----------- | ---------------- |
| Tijd voor Teenagers Top 10 | 07-11-1964            | Positie:    | 10          |             |             | 07-11-1964       |
| Nederlandse Top 40         | 02-01-1965            | Positie:    | 19          | 35          | 39          | 16-01-1965       |